# 1577-es busz
Az 1577-es jelzésű autóbuszvonal távolsági autóbuszjárat Pécs és Szentes között, Baja és Kiskunhalas érintésével melyet a MÁV Személyszállítási Zrt. lát el.

## Közlekedése
Négy járatot tartalmaz a menetrendi mező.
Egy járatpár a hetek utolsó iskolai előadási napján közlekedik Pécs és Kiskunhalas között. Útvonalának hossza 147,2 km, menetideje 2 óra 45 perc.
A hetek első iskolai előadási napját megelőző napon egy járatpár közlekedik Baja és Szentes valamint Szentes és Pécs között. Baja és Szentes között az útvonal hossza 147,4 km, a menetidő 190 perc. Szentes és Pécs között az útvonal hossza 235,9 km, a menetidő 290 perc.

## Megállóhelyei
|    | 0 | Pécs, autóbusz-állomás végállomás        | 9 | 14 | 3, 3E, 4, 4Y, 6, 7, 7Y, 8, 13, 13E, 13Y, 15, 15A, 20, 21, 21A, 22, 23Y, 24, 30, 30Y, 32, 32Y, 33, 34F, 34Y, 35Y, 41, 41E, 41Y, 42, 42Y, 43, 46, 60, 60A, 60Y, 73, 73Y, 103, 104, 104A, 104E, 104P, 109E, 121, 913, 932, 973 1134, 1486, 1503, 1504, 1524, 1560, 1562, 1564, 1566, 1568, 1569, 1641, 1665, 1668, 1673, 1707, 1740, 1742, 1843 5600, 5601, 5603, 5605, 5606, 5608, 5610, 5611, 5620, 5621, 5622, 5623, 5624, 5625, 5626, 5627, 5628, 5630, 5635, 5636, 5638, 5639, 5640, 5642, 5643, 5645, 5646, 5647, 5650, 5655, 5656, 5658, 5660, 5661, 5662, 5663, 5666, 5667, 5668, 5669, 5670, 5671, 5672, 5673, 5674, 5676, 5677, 5678, 5679, 5680, 5682, 5683, 5685, 5686, 5687, 5688, 5689, 5690, 5696, 5698, 5856, 5857 |
|    | ∫ | Pécs, Fellbach utca                      | 8 | 13 | 5647, 5660, 5661, 5662, 5663, 5856, 5857 |
| 0  | 1 | Baja, autóbusz-állomás végállomás        | 7 | 12 | 1, 2, 3, 4, 5, 7, 9 1110, 1113, 1123, 1130, 1486, 1503, 1504, 1506, 1524, 1560, 1652, 1731 5035, 5042, 5219, 5226, 5289, 5310, 5312, 5314, 5315, 5316, 5320, 5321, 5323, 5324, 5325, 5326, 5327, 5328, 5329, 5330, 5331, 5332, 5335, 5336, 5337, 5338, 5339, 5410, 5439, 5475, 5650 |
| 1  | ∫ | Csávoly, autóbusz-váróterem              | ∫ | 11 | 1113, 1123, 1504, 1506, 1652 5035, 5042, 5320, 5321, 5323, 5327, 5328 |
| 2  | ∫ | Rém, elágazás                            | ∫ | 10 | |
| 3  | ∫ | Borotai elágazás                         | ∫ | 9  | |
| ∫  | 2 | Jánoshalma, Dózsa György utca            | 6 | ∫  | 5216, 5286, 5287, 5289, 5306, 5321, 5323, 5324, 5328 |
| ∫  | 3 | Jánoshalma, vasútállomás                 | 5 | ∫  | 5286, 5287, 5289, 5306, 5321, 5323, 5324, 5328 személyvonat, InterRégió |
| ∫  | 4 | Jánoshalma, Dózsa György utca            | 4 | ∫  | 5216, 5286, 5287, 5289, 5306, 5321, 5323, 5324, 5328 |
| 4  | 5 | Jánoshalma, autóbusz-állomás             | 3 | 8  | 1111 5216, 5286, 5287, 5289, 5306, 5321, 5323, 5324, 5328, 5370 |
| 5  | 6 | Kunfehértó, bejárati út                  | 2 | 7  | 5216, 5286, 5287, 5289, 5321, 5324 |
| ∫  | 7 | Kiskunhalas, Füzespuszta                 | 1 | ∫  | 5216, 5286, 5287, 5289, 5321 |
| 6  | 8 | Kiskunhalas, autóbusz-állomás végállomás | 0 | 6  | 650 1115, 1507, 1510, 1513 5046, 5054, 5056, 5123, 5216, 5221, 5266, 5276, 5278, 5279, 5280, 5281, 5282, 5283, 5284, 5285, 5286, 5287, 5288, 5289, 5290, 5292, 5295, 5296, 5297, 5298, 5321, 5322, 5324, 5362, 5369 |
| 7  |   | Kiskunmajsa, autóbusz-váróterem          |   | 5  | 5055, 5056, 5058, 5066, 5123, 5216, 5265, 5266, 5275, 5280 |
| 8  |   | Jászszentlászló, autóbusz-váróterem      |   | 4  | 5123, 5216, 5265, 5266 |
| 9  |   | Kiskunfélegyháza, autóbusz-állomás       |   | 3  | 1090, 1092, 1499, 1517 5075, 5123, 5215, 5216, 5217, 5252, 5253, 5255, 5256, 5260, 5263, 5265, 5266, 5267, 5270, 5271 |
| 10 |   | Gátér, községháza                        |   | 2  | 1090, 1092, 1499 5123, 5255 |
| 11 |   | Csongrád, autóbusz-állomás               |   | 1  | 1090, 1092, 1094, 1499, 1517, 1518 5001, 5004, 5010, 5100, 5105, 5109, 5110, 5112, 5123, 5140, 5255 |
| 12 |   | Szentes, autóbusz-állomás végállomás     |   | 0  | 1, 1T, 3, 3T 1090, 1092, 1094, 1375, 1499, 1515, 1516, 1518 5004, 5007, 5010, 5105, 5109, 5120, 5121, 5123, 5125, 5126, 5128, 5129, 5130, 5132, 5140, 5143, 5150, 5255 |